# Buzz Feiten
Howard Roy "Buzz/Buzzy" Feiten (1948) is een Amerikaans singer-songwriter, gitarist en studiomuzikant. Hij is binnen de gitaarwereld ook bekend vanwege zijn eigen stemsysteem (Buzz Feiten Tuning System) op de gitaar en is dus ook gitaarbouwer (luthier).
Feiten groeide op in Centerport (New York) alwaar hij al zijn bijnaam Buzz/Buzzy kreeg. Hij kreeg de muziek met de paplepel ingegoten, zijn moeder Pauline speelde klassieke muziek op de piano (vader was piloot). Zijn zus Paula was fotomodel, broer Jon zocht het ook in de muziek. Hij speelde diverse muziek instrumenten, belandde op de hoorn, dat muziekinstrument bespeelde hij in allerlei jeugdorkesten. Met zijn hoorn beleefde hij zijn eerste optreden in Carnegie Hall in 1966; in datzelfde jaar speelde hij voor een plaats aan de Juilliard School of Music, maar werd afgewezen. Wel kon hij meespelen op een van de muziekalbums van Paul Butterfield.
Hij trad toe tot de popmuziek door in het schoolbandje The Reasons Why te gaan spelen. Collegae waren Steve Beckmeier (ritmegitaar), Al Stegmeyer (drums), Danny 'Fingers' Horton (gitaar) en Daniel Kretzer (totesinstrumenten). Er kwam enig succes in Long Island en er kwamen twee singles, Tell her one more time en Same old worries, uit.
Feitens loopbaan nam een wending toen hij mocht spelen in een jamsessie met Eric Clapton tijdens de tournee van Cream. Hij trad toe tot de band van Paul Butterfield (Paul Butterfield Blues Band) als opvolger van Elvin Bishop, die een solocarrière nastreefde. Feiten speelde mee op Keep on moving  (vijfde album van PBBB). In die hoedanigheid trad hij ook op tijdens het Woodstock muziekfestival. Feiten schoof daarna door naar The Rascals met hun album Peaceful world en Island of real, Feiten begon ook muziek te schrijven.
Zijn bekendheid in die tijd dankte hij ook aan het album Full Moon waarop tal van muzikanten speelden die later beroemd zouden worden in de fusion. 
Neil Larsen (toetsen), Freddie Beckmeier (basgitaar, broer van bovenstaande Steve), Phillip Wilson (drums) en Brother Gene Dinwiddie (tenorsaxofoon) waren medebandleden. Verder schoven aan Randy Brecker, Airto Moreira, Ray Barretto, Dave Holland en zangers Robin Clark en Tasha Thomas. Het album kreeg pas in 1999 een vervolg in Buzz Feiten & The New Full Moon. In 2000 werd het eerste album met een bonustrack verkrijgbaar op compact disc. De band bestond toen uit Freddie Beckmeier, Jai Winding (toetsen), Brandon Fields (saxofoons) en Gary Mallaber op drums. Later verschenen nog twee albums die naar de titel Full moon refereerden: een album op naam van Larsen-Feiten Band en Full Moon Live van dezelfde band met Lenny Castro (percussie) in de gelederen.
In aanvulling op steeds vaste band, speelde Feiten ook met op albums en tijdens optredens van Whirlies, Dave Weckl Band (1998/1999), Bob Dylan, Aretha Franklin, Etta James, de Brecker Brothers, Bruce Willis, Gregg Allman, James Taylor, Wilson Pickett, Chaka Khan, Olivia Newton-John, Rickie Lee Jones (met wie hij opnieuw in de Carnegie Hall stond), Stevie Wonder, Bette Midler, David Sanborn, Dave Weckl, Kenny Loggins, Art Porter Jr., Michael Franks, Dave Koz, Felix Cavaliere, Jeff Lorber, Commander Cody, Stuart Hamm, Jason Miles, Claus Ogerman, Boz Scaggs, Mr. Mister, Richard Pelkoff, Bill Quateman en andere musici. Hij speelde in alle bijna genres.

## Discografie
- 1972: Full Moon: Full moon
- 1980: Larsen-Feiten Band:
- 1982: Larsen-Feiten Band: Full moon is still active
- 2002: Full Moon: Full Moon live